# 大营城子古城
大营城子古城，位于中国吉林省伊通县大孤山镇大营城子村，为一个省级文物保护单位，类型为古城址，公布时间为2007年5月31日。该文物保护单位由伊通县文管所管理。
大营城子古城的历史年代为金代。